# کاناکو کیتائو
کاناکو کیتائو (انگلیسی: Kanako Kitao؛ زادهٔ ۶ فوریهٔ ۱۹۸۲) شناگر موزون اهل ژاپن است.